# Collegio uninominale Basilicata - 01 (Senato della Repubblica)
Il collegio elettorale uninominale Basilicata - 01 è un collegio elettorale uninominale della Repubblica Italiana per l'elezione del Senato.

## Territorio
Come previsto dalla legge elettorale italiana del 2017, il collegio è stato definito tramite decreto legislativo all'interno della circoscrizione Basilicata.
È formato dal territorio dell'intera regione Basilicata così come il collegio plurinominale Basilicata - 01.

## Eletti
| Elezione | Elezione | Senatore                           | Partito            |
| -------- | -------- | ---------------------------------- | ------------------ |
|          | 2018     | Saverio De Bonis                   | Movimento 5 Stelle |
|          | 2018     | Saverio De Bonis                   | Indipendente       |
|          | 2022     | Saverio De Bonis                   | Forza Italia       |
|          | 2022     | Maria Elisabetta Alberti Casellati | Forza Italia       |

## Dati elettorali

### XVIII legislatura
Come previsto dalla legge elettorale, 116 senatori sono eletti con sistema a maggioranza relativa in altrettanti collegi uninominali a turno unico.
| Candidati              | Candidati                  | Voti    | %     | Liste                                | Voti    | %     |
| ---------------------- | -------------------------- | ------- | ----- | ------------------------------------ | ------- | ----- |
|                        | Saverio De Bonis ✔️ Eletto | 123 118 | 43,00 | Movimento 5 Stelle                   | 123 118 | 43,00 |
|                        | Pasquale Pepe              | 74 528  | 26,03 | Forza Italia                         | 36 226  | 12,65 |
| Lega                   | Pasquale Pepe              | 74 528  | 26,03 | 20 591                               | 7,19    |       |
| Fratelli d'Italia      | Pasquale Pepe              | 74 528  | 26,03 | 10 628                               | 3,71    |       |
| Noi con l'Italia - UDC | Pasquale Pepe              | 74 528  | 26,03 | 7 083                                | 2,47    |       |
|                        | Gianni Pittella            | 61 203  | 21,38 | Partito Democratico                  | 49 406  | 17,26 |
| Civica Popolare        | Gianni Pittella            | 61 203  | 21,38 | 4 163                                | 1,45    |       |
| +Europa                | Gianni Pittella            | 61 203  | 21,38 | 3 975                                | 1,39    |       |
| Italia Europa Insieme  | Gianni Pittella            | 61 203  | 21,38 | 3 659                                | 1,28    |       |
|                        | Cristiana Coviello         | 16 305  | 5,69  | Liberi e Uguali                      | 16 305  | 5,69  |
|                        | Gerardo Melchionda         | 3 554   | 1,24  | Potere al Popolo!                    | 3 554   | 1,24  |
|                        | Angelica Pezzullo          | 1 831   | 0,64  | Il Popolo della Famiglia             | 1 831   | 0,64  |
|                        | Patrizia De Anna           | 1 674   | 0,58  | CasaPound                            | 1 674   | 0,58  |
|                        | Pietro Fanelli             | 1 520   | 0,53  | Partito Comunista                    | 1 520   | 0,53  |
|                        | Silvana Arbia              | 1 384   | 0,48  | SMS Stato Moderno Solidale           | 1 384   | 0,48  |
|                        | Giuseppe Di Bello          | 1 192   | 0,42  | Lista del Popolo per la Costituzione | 1 192   | 0,42  |
| Totale                 | Totale                     | 286 309 | 100   |                                      | 286 309 | 100   |
|                        |                            |         |       |                                      |         |       |
| Voti non validi        | Voti non validi            | 14 639  | 4,86  |                                      |         |       |
| Votanti                | Votanti                    | 300 948 | 71,11 |                                      |         |       |
| Elettori               | Elettori                   | 423 233 |       |                                      |         |       |

### XIX legislatura
Come previsto dalla legge elettorale, 74 senatori sono eletti con sistema a maggioranza relativa in altrettanti collegi uninominali a turno unico.
| Candidati                                 | Candidati                                    | Voti    | %     | Liste                          | Voti    | %     |
| ----------------------------------------- | -------------------------------------------- | ------- | ----- | ------------------------------ | ------- | ----- |
|                                           | Maria Elisabetta Alberti Casellati ✔️ Eletto | 88 277  | 36,10 | Fratelli d'Italia              | 46 716  | 19,10 |
| Forza Italia                              | Maria Elisabetta Alberti Casellati ✔️ Eletto | 88 277  | 36,10 | 21 983                         | 8,99    |       |
| Lega per Salvini Premier                  | Maria Elisabetta Alberti Casellati ✔️ Eletto | 88 277  | 36,10 | 17 471                         | 7,14    |       |
| Noi moderati/Lupi - Toti - Brugnaro - UDC | Maria Elisabetta Alberti Casellati ✔️ Eletto | 88 277  | 36,10 | 2 107                          | 0,86    |       |
|                                           | Antonio Materdomini                          | 59 560  | 24,36 | Movimento 5 Stelle             | 59 560  | 24,36 |
|                                           | Ignazio Petrone                              | 53 267  | 21,78 | Partito Democratico-IDP        | 39 557  | 16,18 |
| Alleanza Verdi e Sinistra                 | Ignazio Petrone                              | 53 267  | 21,78 | 6 725                          | 2,75    |       |
| +Europa                                   | Ignazio Petrone                              | 53 267  | 21,78 | 4 905                          | 2,01    |       |
| Impegno Civico - Centro Democratico       | Ignazio Petrone                              | 53 267  | 21,78 | 2 080                          | 0,85    |       |
|                                           | Mariangela Guerra                            | 30 006  | 12,27 | Azione - Italia Viva - Calenda | 30 006  | 12,27 |
|                                           | Giovanni Colangelo                           | 3 856   | 1,58  | Unione Popolare                | 3 856   | 1,58  |
|                                           | Roberto Robilotta                            | 3 557   | 1,45  | Italexit                       | 3 557   | 1,45  |
|                                           | Michele SIgna                                | 2 855   | 1,17  | Italia Sovrana e Popolare      | 2 855   | 1,17  |
|                                           | Antonio Pallottino                           | 2 290   | 0,94  | Partito Comunista Italiano     | 2 290   | 0,94  |
|                                           | Piergiuseppe Antonio Pecoraro                | 880     | 0,36  | Noi di Centro – Europeisti     | 880     | 0,36  |
| Totale                                    | Totale                                       | 244 548 | 100   |                                | 244 548 | 100   |
|                                           |                                              |         |       |                                |         |       |
| Schede bianche                            | Schede bianche                               | 6 792   | 2,59  |                                |         |       |
| Schede nulle                              | Schede nulle                                 | 11 179  | 4,26  |                                |         |       |
| Votanti                                   | Votanti                                      | 262 521 | 58,77 |                                |         |       |
| Elettori                                  | Elettori                                     | 446 685 |       |                                |         |       |